# بيكا
البَرْنَبُ (نحت بري وأرنب) أو البِيكَة أو البيكا (بالإنجليزية: pika) جنس حيوانات لبونة قاضمة من فصيلة البِيْكِيَّات. أنواعه منها آسيوية ومنها أمريكية ومنها أوربي. جميعها عاشبة خازنة دجوية تألف المناطق الجبلية العالية والبلاد الباردة. أجحرتها رِدَاه عديدة الأنفاق تأوي إليها في النهار. قوتها الأعشاب تقطعها وتكدسها اعوام طويلة في المغاور وبين شقوق الصخور. أجسامها ربعة صغيرة القد يراوح من 15 إلى 30 سم. رؤوسها صغيرة مقاضمها مقطومة، عيونها وآذانها صغيرة. جرامزها متساوية الطول. أذنابها جداع دملية. أثوابها مختلفة الألوان يكثر فيها الأسمر العابق. وَبَرُها خشن الملمس كثيف التجميع. إناثها تضع في أوائل الصيف من كل سنة ستة أدراص تبصر وتكتسي بعد وضعها بعشرة أيام. ارجوا من كل شخص يقرأ هذا التقرير ان يتمعن في دقة المعلومات من رابط آخر وهذا يعزى بسبب يهولة التعديل على هذا النص اي ان عذا النص غير مضمون ولا حتى ٦٠ بالمئة 

## البيئة الطبيعية

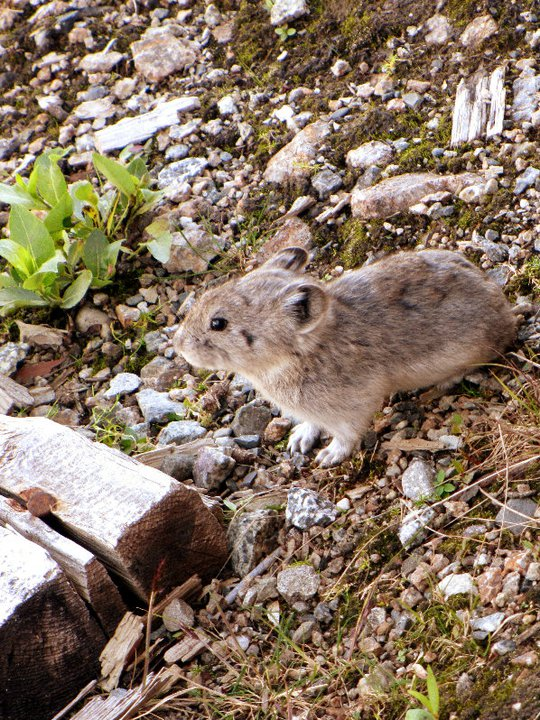
بيكا على ممر هاتشر بألاسكا

يتلاءم البيكا مع المناطق الباردة، وينتشر في آسيا وأمريكا الشمالية وأجزاء من شرق أوروبا. وأغلب أنواعه يعيش على جوانب الجبال الصخرية حيث تكثر الشقوق التي يأوي إليها، رغم أن بعضها يبني جحورًا بدائية. وأنواع قليلة منه تحفر جحوراً تسكن في السهول المفتوحة. وفي جبال أوراسيا، تتشارك البيكا جحورها غالبًا مع طائر سنوفينش الذي يبني عش هناك.

## الخصائص

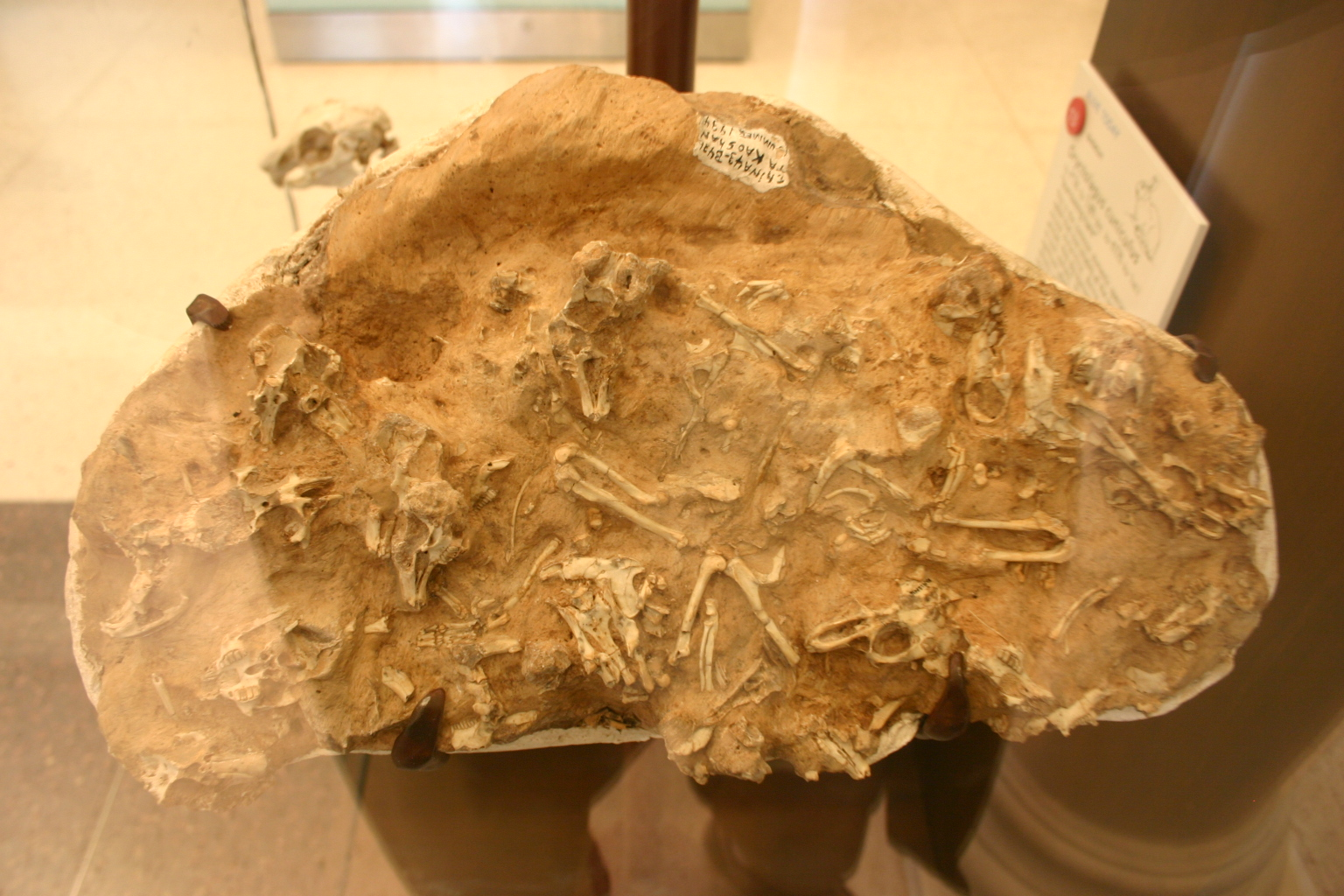
أحافير لحيوان البيكا

بيكا هي ثدييات صغيرة لها جسم صغير وأذن مستديرة. ويُقدّر طولها من 6 إلى 9 بوصات ويراوح وزنها من 120 إلى 350 جرام حسب النوع. وعلى غرار الأرانب، بعد الأكل تبدأ في إخراج فضلات خضراء لينة تأكلها مرة أخرى لتمتص أكبر قدر ممكن من التغذية، قبل أن ينتهى الأمر بإخراج كريات البراز الصلبة.
وهذه الحيوانات خاضلة وتتغذى على تشكيلة متنوعة من المواد النباتية، ومنها طائر الفورب والحشيش والسعادي وأغصان الشجيرات والطحالب وحزاز الصخر. كما هو الحال بالنسبة للأرنبيات الأخرى، لدى البيكا قواطع قارضة وليس لها أنياب، رغم أن لها ضروس أقل من الأرانب، مما يجعل صيغتها السنّية :{\displaystyle {\tfrac {2.0.3.2}{1.0.2.3}}}
والبيكا التي تسكن الصخور تلد أقل من خمس صغار، بينما تميل الأنواع التي تسكن الجحور إلى ولادة صغار أكثر وترضعهم بشكل أكبر، وربما يرجع ذلك إلى وفرة الموارد في موطنها الأصلي. تولد الصغار بعد فترة حمل تراوح من 25 إلى 30 يوماً.

## النشاط

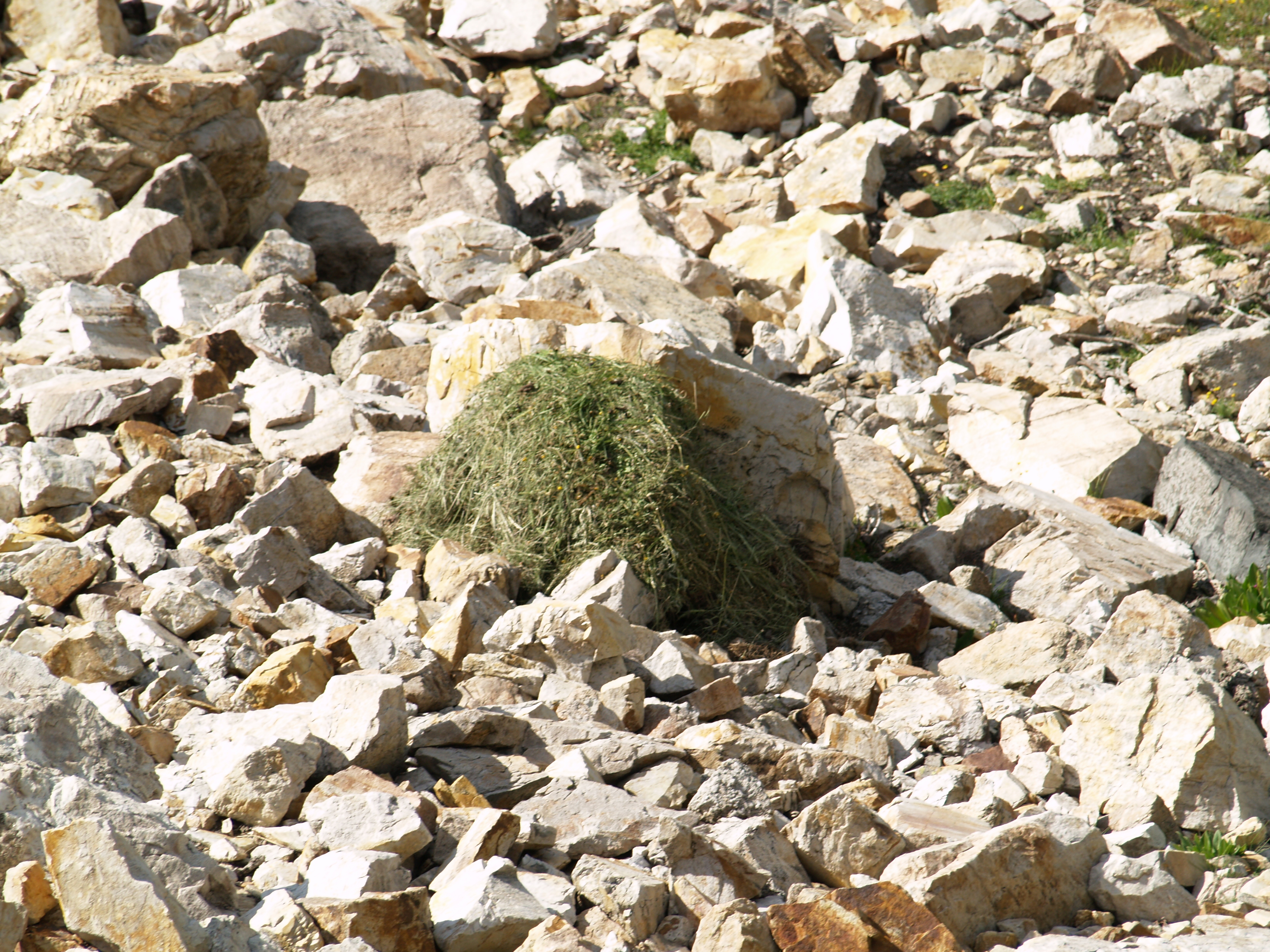
كومة نباتات، تجف على الصخور للتخزين التالي. وادي جاد، منتجع سنوبيرد سكي، وادي ليتل كوتونوود، يوتا

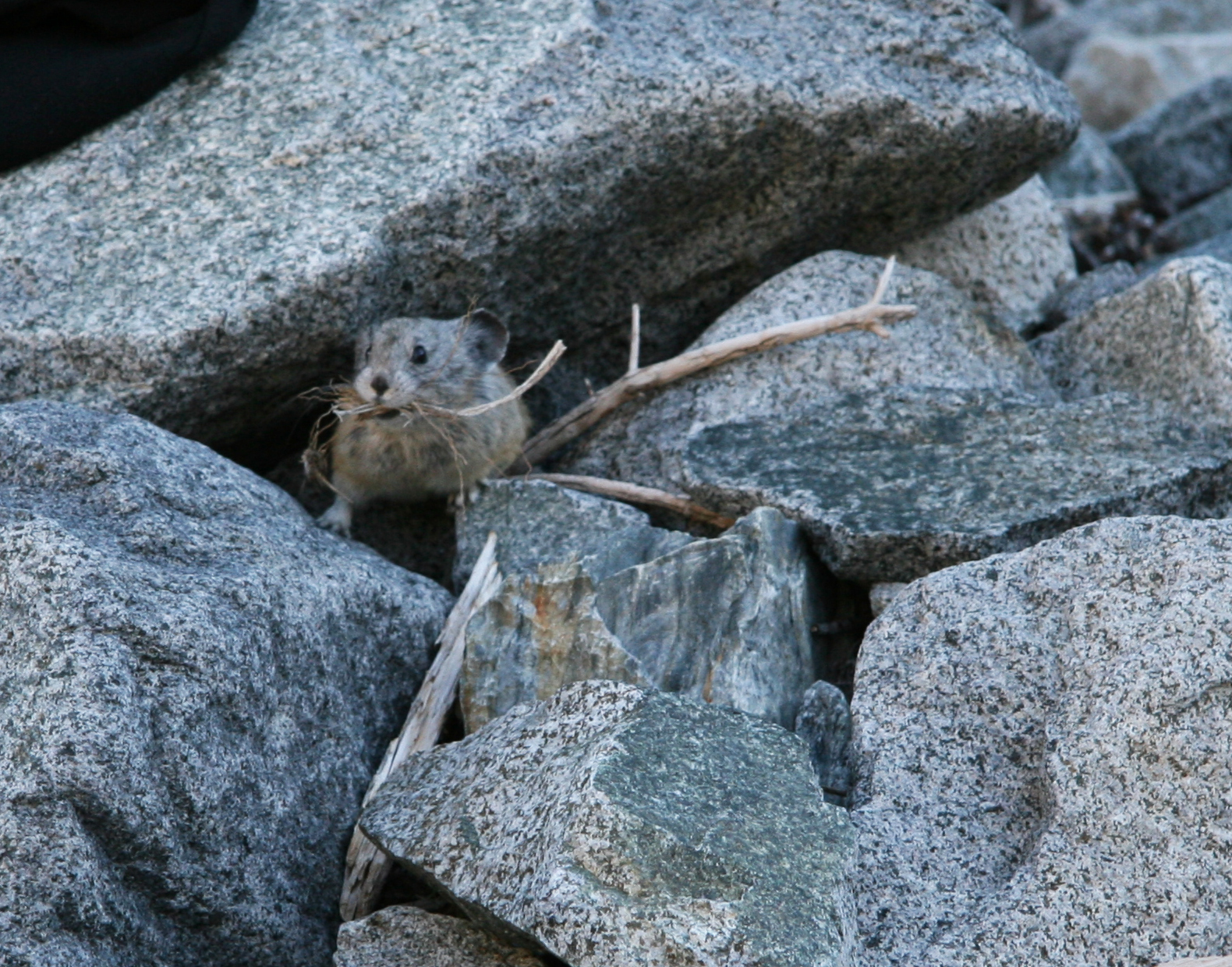
بيكا الأمريكية بفمها لقمة من الأعشاب الجافة. متنزه سيويا الوطني، كاليفورنيا

والبيكا نهارية أو شفقية، والأنواع الموجودة في المرتفعات العالية عادة ما تكون أكثر نشاطًا في أثناء النهار. وتكون في أوج نشاطها قبل فصل الشتاء مباشرة. والبيكا لها سبات شتوي لذا تقضي وقت الصيف عادةً في جمع وتخزين الغذاء الذي تتناوله في الشتاء. وكل أنواع البيكا التي تسكن في الصخور تخزّن «كومة قش» خاصة بها من النباتات الجافة، بينما تتشارك الأنواع التي تسكن الجحور في مخزون الطعام مع رفقائها في الجحر. وقطع الحشائش ملحوظ بكثرة في المرتفعات العالية. وكثير من الأصوات والسلوكيات الاجتماعية التي تُظهرها البيكا ترتبط بالدفاع عن أكوام القش.
وبيكا أوراسيا اعتادت على العيش في مجموعات أسرية وتتكاتف معًا في جمع الطعام والحراسة. وعلى الأقل تكون بعض أنواع البيكا إقليمية. وبيكا أمريكا الشمالية هي حيوانات انطوائية، وتعيش في عزلة طوال العام باستثناء فصل التزاوج.

## الأنواع
من بعض أنواعه:
- البيكا الشمالية
- البيكا الأفغانية
- بيكا الهيمالايا
- بيكا إيلي

## وصلات خارجية
- The Trek of the Pika "A story complete with sounds of pika calls" 30 October 2002